# Euromosaic
Euromosaic est un projet de recherche sur la situation actuelle des langues minoritaires de l'Union européenne. Il a été créé à la suite d'un appel d'offres de la Direction des Ressources humaines, éducation, formation et jeunesse de la Commission européenne (DG XXII) de 1992-1993 étant donné le manque de données fiables sur ce sujet.

## Description
Le projet est piloté par trois centres de recherche : l'Institut de Sociolingüística Catalana de Barcelone, le Centre de recherches sur leplurilinguisme de Bruxelles, et le Research Centre of Wales de Bangor (Pays de Galles). Les chercheurs engagés ont sollicité plus de 6 000 locuteurs pour mener à bien la recherche.

### Euromosaic (1996)
Le projet a abouti en 1996 sur la publication d'un rapport général (Euromosaic: Production et reproduction des groupes linguistiques minoritaires au sein de l'Union européenne), et d'une cinquantaine de rapports individuels concernant divers contextes linguistiques de l'Europe des Douze. Ces rapports, élaborés à partir de nombreuses sources bibliographiques, d'enquêtes de terrain et des recherches des correspondants locaux du projet, sont ensuite mis à jour périodiquement. 

### Euromosaic II (1999)
Une première mise à jour est réalisée en 1999 (Euromosaic II) : elle intègre l'Autriche, la Finlande et la Suède, entrés en 1995.

### Euromosaic III (2004)
Entre novembre 2003 et septembre 2004, la mise à jour (Euromosaic III) a notamment consisté en un élargissement de la recherche aux pays nouvellement entrés dans l'Union européenne en 2004, soit 90 minorités linguistiques supplémentaires. Cinq types de sources ont été mobilisés pour réaliser les nouveaux rapports individuels : des enquêtes de bureau, et des questionnaires respectivement adressés aux autorités nationales, aux correspondants linguistiques, aux experts universitaires et aux locuteurs. Euromosaic III est la première mise à jour intégrant la liste de langues telle que fournie par la Charte européenne des langues régionales ou minoritaires.

### Euromosaic IV (2009)
Enfin, Euromosaic IV (2009) intègre la Bulgarie et la Roumanie.
Olga Mišeska Tomić et Milorad Radovanović estiment que le projet « Euromosaic » a notamment mis en évidence la dualité des systèmes de protection des langues en Europe, à savoir la primauté d'un appareil législatif national complexe en Europe du Sud, et la tendance des États à laisser les communautés prendre elles-mêmes des dispositions spécifiques en Europe du Nord .

## Liste des rapports disponibles
Les rapports sont accessibles en ligne selon deux entrées : la langue, ou l'État.
Les rapports individuels proposent un rapport général sur le pays, des rapports sur les groupes linguistiques individuels, et une synthèse des autres langues à l’intérieur du pays.
Les langues traitées sont les suivantes :
- albanais (Grèce, Italie)
- allemand (Belgique, Danemark, France, Italie)
- asturien (Espagne)
- basque (Espagne, France)
- berbère (Espagne)
- breton (France)
- bulgare (Grèce)
- catalan (Espagne, France, Italie)
- cornique (Royaume-Uni)
- corse (France)
- croate (Autriche, Italie)
- danois (Allemagne)
- finnois (Suède)
- flamand (France)
- franco-provençal (Italie)
- frison (Allemagne, Pays-Bas)
- frioulan (Italie)
- gaélique (Royaume-Uni)
- galicien (Espagne)
- gallois (Royaume-Uni)
- grec (Italie)
- hongrois (Autriche)
- irlandais (Irlande, Royaume-Uni)
- ladin (Italie)
- luxembourgeois (Luxembourg)
- macédonien (Grèce)
- mirandais (Portugal)
- occitan (Espagne, France, Italie)
- portugais (Espagne)
- sami (Finlande, Suède)
- sarde (Italie)
- slovaque (Autriche, Italie)
- slovène (Autriche, Italie)
- sorabe (Allemagne)
- suédois (Finlande)
- tchèque (Autriche)
- turc (Grèce)
- valaque (Grèce)